# Заря (Саратовская область)
Заря́ — село в Марксовском районе Саратовской области. Входит в состав Липовского муниципального образования.

## География
Село находится примерно в 56 км к востоку от районного центра города Маркс у истока реки Малый Кушум — река берёт своё начало из пруда Октябрьский, располагающегося к северу от населённого пункта. От Зари Малый Кушум устремляется на запад, к селу Бобово, где поворачивает сначала на север, а затем на северо-восток. По берегам реки имеются многочисленные овраги. Западнее, между Зарёй и Бобово — овраг Бирючий и урочище Еланка, северо-западнее, там, где река поворачивает в северо-восточном направлении — крупный овраг Широкая Балка с правого берега и овраг Катанский с левого. Севернее Зари по берегам Малого Кушума отмечены урочища Кушум и Самовольное, стоит село Красная Звезда.
Строго на юг от села уходит автодорога к посёлку имени Тельмана. Западнее неё, в степи — урочища Большая Вельдя (с братской могилой) и Малая Вельдя. На восток уходит дорога к селу Яблоня, раскинувшемуся к югу от разветвлённой системы оврагов, с центральным оврагом Яблоня и несколькими боковыми. Юго-восточнее Зари, между дорогами на посёлок имени Тельмана и Яблоню, в степи есть несколько урочищ, в их числе — Рига и Базильское. Примечательные места к северо-востоку от села Заря — урочище Анастасьевка, небольшой пруд Барский, урочище Староалександровка на севере оврага Яблоня. В районе Яблони с севера на юг проходит оросительный канал Комсомольский.

## История

Территории, составившие в 1935 году Гнаденфлюрский кантон, на карте Новоузенского и Николаевского уездов Самарской губернии 1912 года. Истоки Малого Кушума и хутор Зейферт — на севере Верхне-Караманской волости, с административным центром в колонии Мангейм.

Север Фёдоровского кантона и окрестные территории в 1923 году. Вероятно, чёрным обозначены русские населённые пункты, в том числе деревня Бобова (Bobowa) и хутор Еланский (Jelansky), красным — немецкие, в том числе хутор Зейферт (Seifert) и Совхоз № 2, организованный в бывшем хуторе Самарский (Sowetwirtschaft № 2, Samarsky).

Согласно данным 1867 года, в верховьях Малого Кушума располагалось несколько хуторов — Тягуновский (ныне село Бобово), Яланский (см. выше об урочище Еланка) и Самаринский. Последний — примерно в районе современного села Заря, у истоков реки. Все они располагались на севере Новоузенского уезда Самарской губернии, у границы с Николаевским уездом. На Специальной карте Европейской России И. А. Стрельбицкого, составленной в 1865—1871 годах (лист 92, издание 1872 года), Самаринский — населённый пункт из категории самых маленьких («господский двор, мыза, фольварк»); юго-восточнее поселения, в степи, имелся колодец. При этом исток Малого Кушума находился, согласно карте, в районе к западу от Вознесенской. Ныне небольшой приток современной реки Мечетки, притока Большого Карамана, берущий начало в овраге Восемнадцатом, в те годы захватил верховье Мечетки, устремившись в противоположном направлении — не на юго-запад, как сейчас, а на северо-восток. Сегодня исток Мечетки находится у села Липовка, юго-западнее Бобово. В 1870-х годах река Мечетная начиналась лишь юго-западнее оврага Восемнадцатого. Нынешний же исток Малого Кушума показан на карте как пересохший овраг.
Прежняя конфигурация речных потоков в данной районе, сохранившаяся до сих пор, восстановилась, вероятно, в 1900-х годах. По данным 1908 года, в верховьях Малого Кушума, где располагались 3 вышеупомянутых хутора, преобладали тёмно-каштановые почвы с содержанием гумуса 3,8. На карте Новоузенского уезда 1912 года, с истоком Малого Кушума южнее Бобово, Самаринский отсутствует, однако в окрестностях отмечен хутор Зейферт — немецкий хутор на собственной земле, располагавшийся на правом берегу Малого Кушума.
С момента возникновения Трудовой коммуны области немцев Поволжья район верховьев Малого Кушума вошёл в состав Верхне-Караманского района. В период существования АССР Немцев Поволжья входил в состав Фёдоровского кантона. С 1935 года, после разукрупнения Фёдоровского кантона, относился к Гнаденфлюрскому кантону.
По состоянию на 1922 год, в этих местах располагалось 4 населённых пункта — русские деревня Бобова (Бобово) и хутор Еланский (урочище Еланка) и немецкие хутор Зейферт (ныне не существующий) и Совхоз № 2. Последний был образован на базе хутора Самарский (вероятно, прежний Самаринский). Впоследствии совхоз № 2 стал совхозом «Спартак». В 1930-е годы зерносовхоз «Спартак» владел значительными участками земли в районах между долинами Мечетки и Малого Кушума (на западе), Миусса и Большого Карамана (на востоке). Посёлок на месте нынешней Зари был центром поселкового сельсовета совхоза «Спартак».
К 1934 году посёлок Совхоз «Спартак» располагался чуть южнее вытянутого в меридиональном направлении пруда, к северо-востоку от Бобово (встречается также наименование Бобовое) и Еланки. В окрестностях отмечено несколько именных холмов. На западе, господствуя над оврагом — Совхоз № 2, на севере — Кирпичный, на северо-востоке — Финк № 2, на юго-востоке, недалеко от посёлка — Люцерново поле. Далее к юго-востоку располагались несуществующие сегодня небольшие поселения Базельские (рядом с бугром Клейн-Базель) и Рига (рядом с горой Рига). На юге — вершина Совхоз № 1 и ещё один посёлок совхоза «Спартак» (в районе нынешнего посёлка имени Тельмана, до возникновения совхоза «Спартак» этот посёлок был центром совхоза № 1). На востоке одно время находился небольшой выселок Финк. На севере — поселения в долине Малого Кушума (Кушум, Пьяный, Самовольный, Файдельский и Щербаковка/Блюменгейм — сегодняшняя Красная Звезда). Северо-восточнее находились небольшие населённые пункты Анастасиевка/Голицино и Кустовой.
После ликвидации АССР Немцев Поволжья в 1941 году Совхоз «Спартак» относился к Первомайскому району Саратовской области, оставаясь центром поссовета как минимум до 1955 года. Некоторое время населённый пункт носил название Рот-Фронт. В 1963 году указом Президиума Верховного Совета РСФСР посёлок Рот-Фронт переименован в Зарю. По состоянию на 1993 год, в селе были молочно-товарная ферма, механизированный ток, население составляло около 400 человек.

## Население
| 2002 | 2010 |
| ---- | ---- |
| 382  | ↘283 |

По данным переписи 2010 года, национальный состав населения села был следующим:
- русские — 158 чел.;
- казахи — 101 чел.;
- другие — 21 чел.[17]

По данным переписи 2002 года, в селе проживало 382 человека (184 мужчины и 198 женщин). Национальный состав населения был следующим:
- русские — 59 %;
- казахи — 31 %;
- другие — 10 %[18].

Демография в начале XX века
| 1920 | 1926 |
| ---- | ---- |
| 69   | 175  |

По данным 1920 года хутор Самарский был мононациональным — 100 % населения составляли немцы. В 1926 году немцев из числа жителей хутора было всего 119 чел. (68 %).

## Улицы
Улицы
- Вишнёвая
- Заречная
- Молодёжная
- Новая
- Овражная
- Почтовая
- Рабочая
- Тихая
- Центральная

Переулки
- Лесной
- Мирный
- Садовый[20]

## Инфраструктура
- Фельдшерско-акушерский пункт[21].
- Зоринская сельская библиотека, филиал № 11.
- Отделение почтовой связи[22].